# Aýna
Aýna és un poble de la província d'Albacete, situat als últims contraforts de la serra del Segura. Està situat a uns 61 km d'Albacete, on s'accedeix per la CM-3203. Limita amb els municipis de Bogarra, Peñascosa, Alcadozo, Liétor, Elche de la Sierra i Molinicos.
En el municipi, s'hi inclouen les pedanies de Royo-Odrea, La Sarguilla, La Dehesa, El Griego, Moriscote, La Navazuela, La Noguera i El Villarejo.

## Demografia
| 1900  | 1910  | 1920  | 1930  | 1940  | 1950  | 1960  | 1970  | 1981  | 1991  | 2001 | 2006 |
| ----- | ----- | ----- | ----- | ----- | ----- | ----- | ----- | ----- | ----- | ---- | ---- |
| 1.671 | 1.970 | 2.647 | 2.782 | 3.177 | 3.531 | 3.036 | 2.199 | 1.875 | 1.026 | 936  | 877  |

## Administració
| Període      | Nom de l'alcalde/-essa    | Partit polític | Data de possessió |
| ------------ | ------------------------- | -------------- | ----------------- |
| 1979 - 1983  |                           |                | 19/04/1979        |
| 1983 - 1987  |                           |                | 28/05/1983        |
| 1987 - 1991  |                           |                | 30/06/1987        |
| 1991 - 1995  | Angel Rodriguez           | PSOE           | 15/06/1991        |
| 1995 - 1999  | Dativo Martinez Rodriguez | PP             | 17/06/1995        |
| 1999 - 2003  | Dativo Martinez Rodriguez | PP             | 03/07/1999        |
| 2003 - 2007  | Emiliano Rodríguez Moreno | PSOE           | 14/06/2003        |
| 2007 - 2011  | n/d                       | n/d            | 16/06/2007        |
| 2011 - 2015  | n/d                       | n/d            | 11/06/2011        |
| 2015 - 2019  | n/d                       | n/d            | 13/06/2015        |
| 2019 - 2023  | n/d                       | n/d            | 15/06/2019        |
| Des del 2023 | n/d                       | n/d            | 17/06/2023        |

## Galeria d'imatges

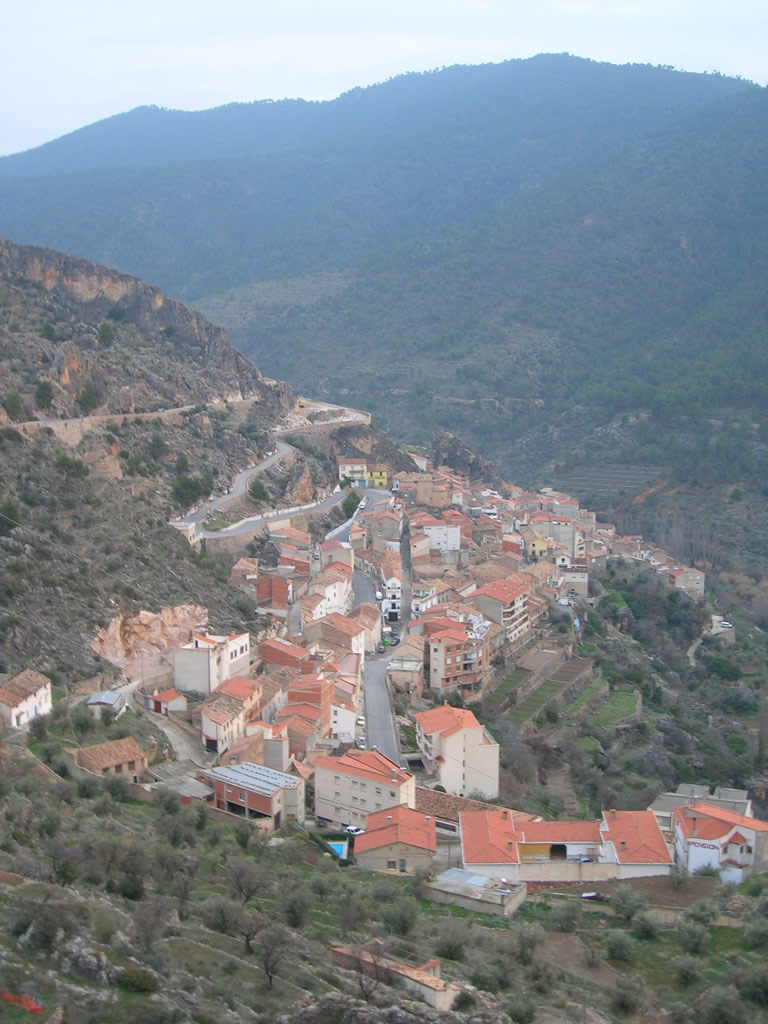
Aýna des del mirador del Diablo
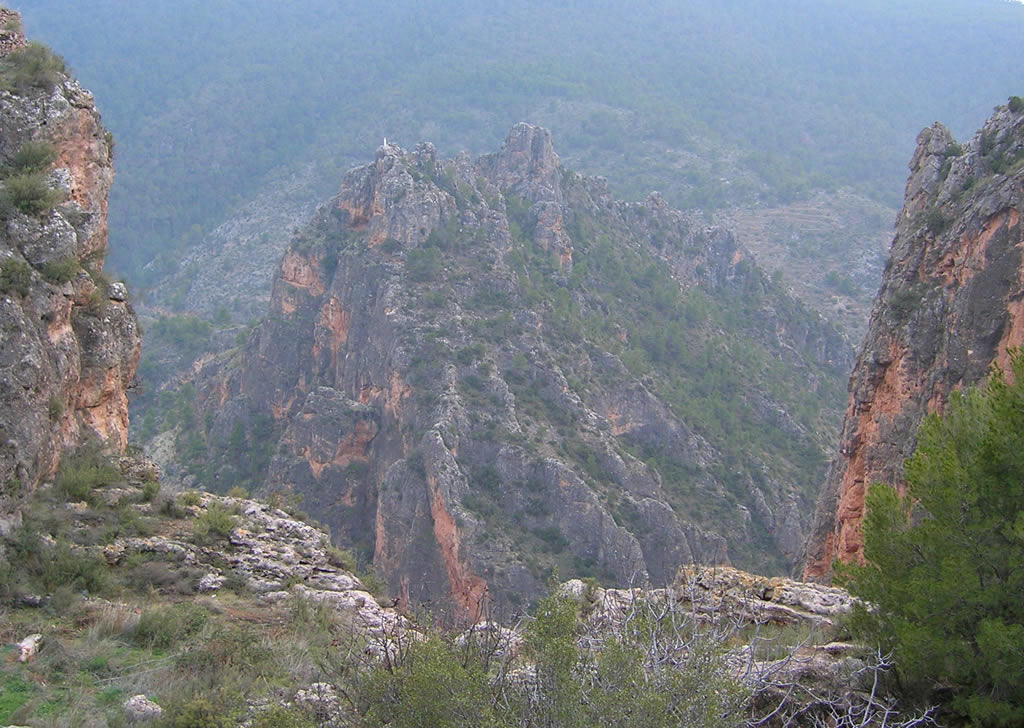
Voltants d'Aýna des del mirador del Diablo
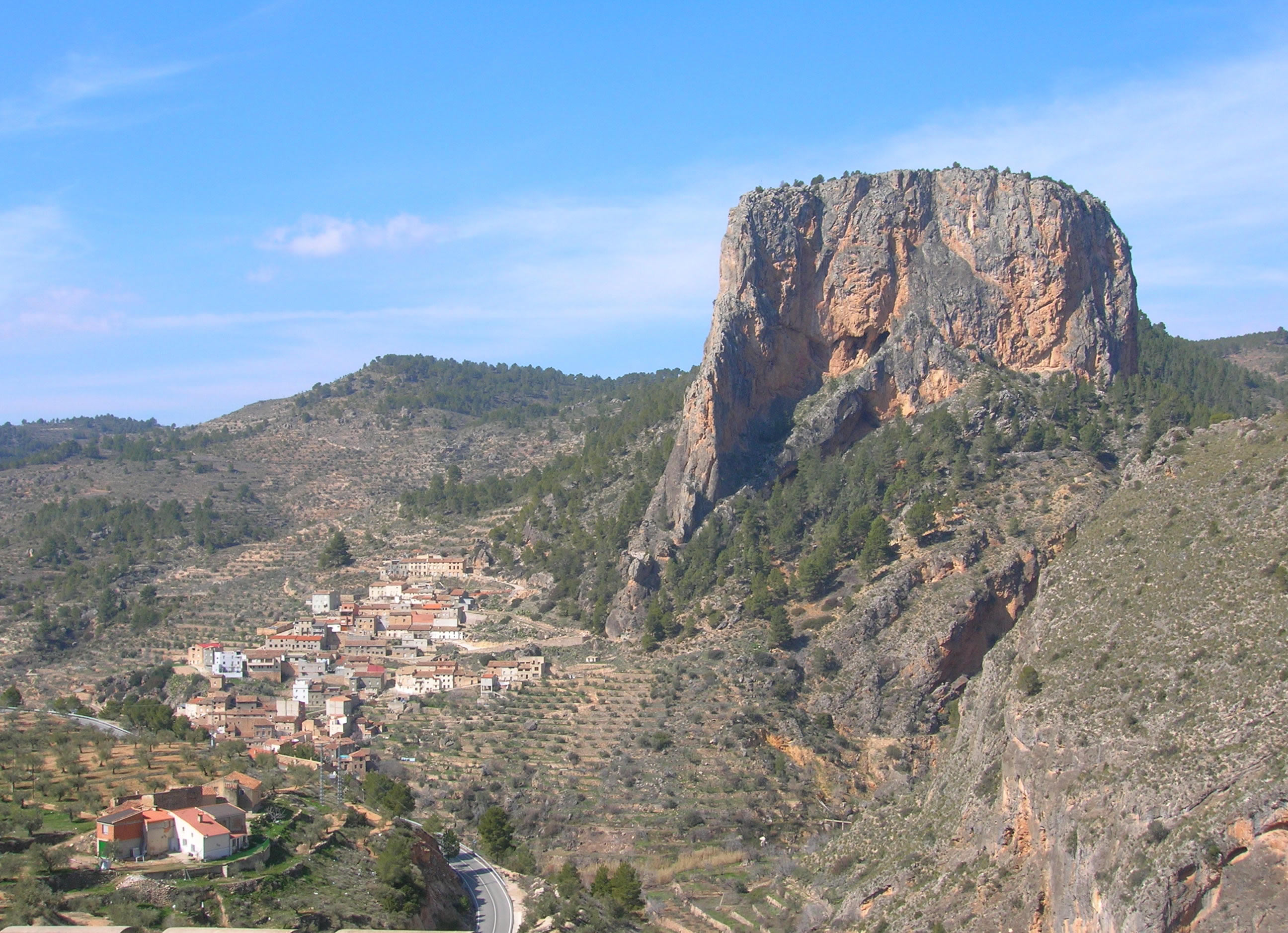
Pedania de Royo Odrea
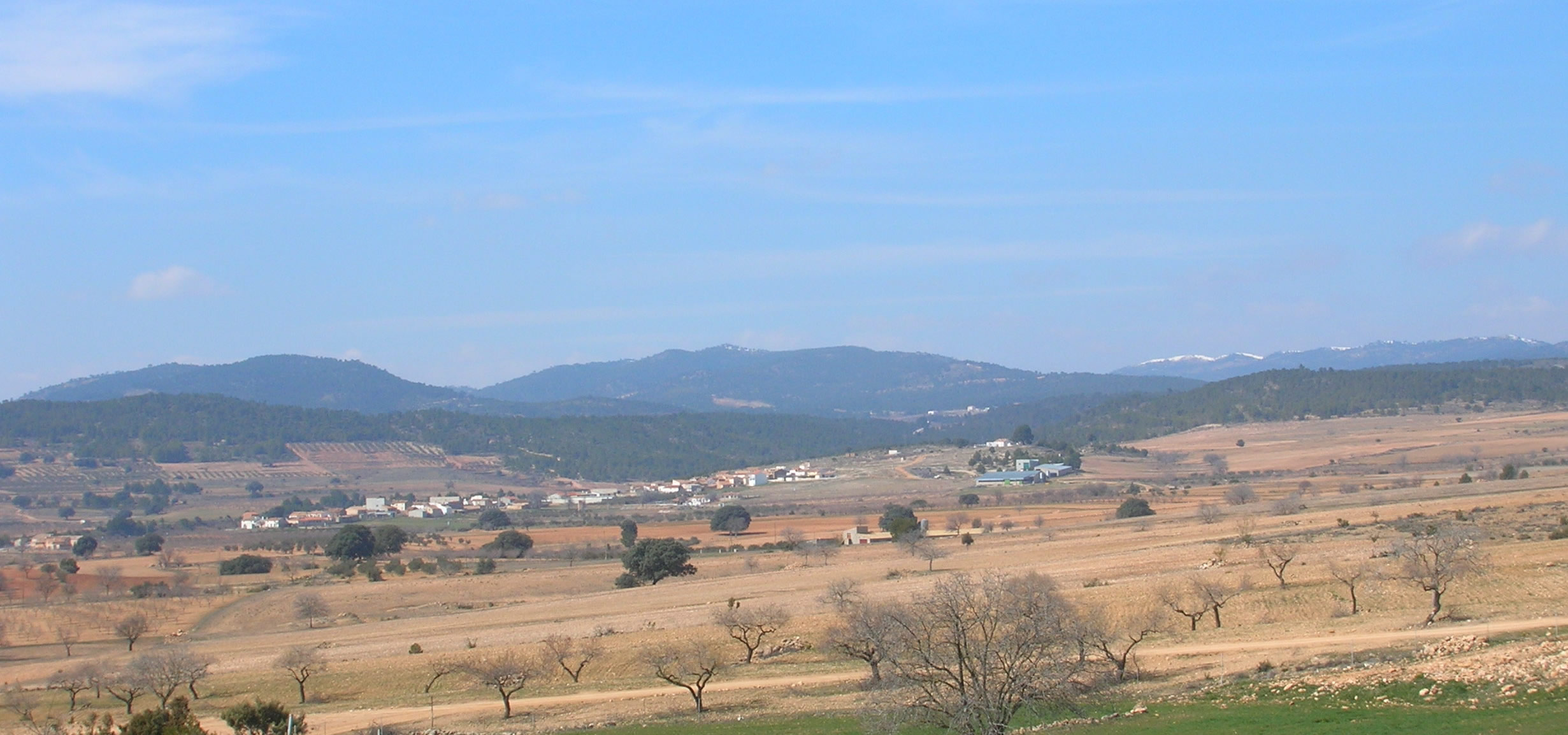
Pedania de La Dehesa